# Descens de Crist als inferns

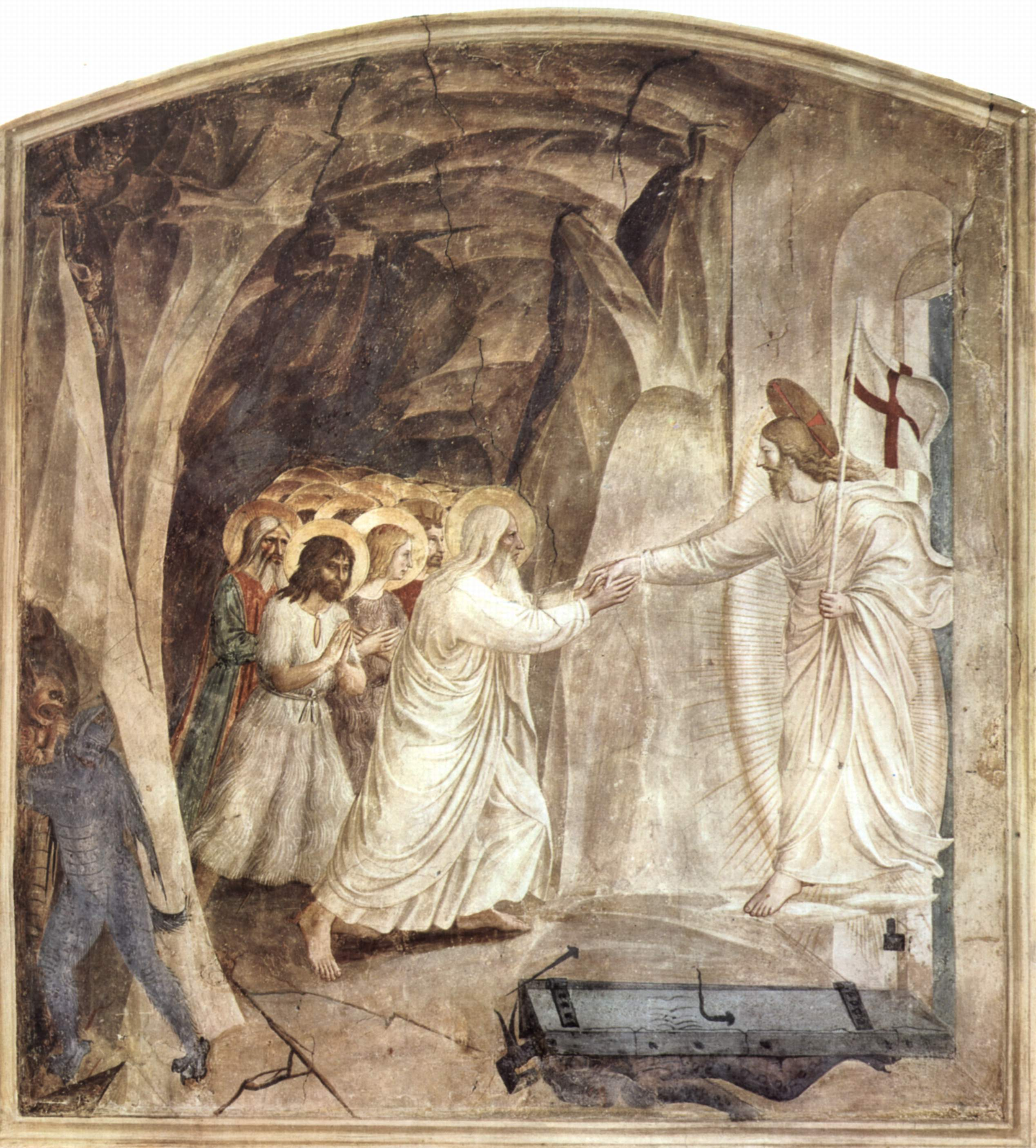
Abans de la seva resurrecció d'entre els morts, Jesucrist atorga la salvació a les ànimes pel Descens als inferns. Fresc, de Fra Angelico, cap a 1430

En la teologia cristiana, el Descens de Crist als inferns (llatí: Descensus Christi ad Inferos) fa referència al període entre la crucifixió de Jesús i la seva resurrecció. En un descens triomfal, Crist va portar la salvació a les ànimes que hi havia captives des del començament del món.
La baixada de Crist al món dels morts es fa referència al Credo dels Apòstols i al Credo d'Atanasi, que afirmen que «va baixar al món dels morts» (descendit ad inferos), encara que cap dels dos s'esmenta que va alliberar els morts. El seu descens als inframons s'al·ludeix al Nou Testament a 1 Pere 4 (1 Pere 4:6), que afirma que «la bona nova va ser proclamada als morts». El Catecisme de l'Església Catòlica assenyala Efesis 4 (Efesis 4:9), que afirma que «[Crist] va baixar a les parts baixes de la terra», com també recolza aquesta interpretació. Aquests passatges del Nou Testament han donat lloc a interpretacions diferents. El descens als inferns es commemora en el calendari litúrgic el Dissabte Sant.
Segons l'Enciclopèdia Catòlica, la història apareix clarament per primera vegada a l'Evangeli de Nicodem a la secció anomenada Fets de Pilat, que també apareix per separat en dates anteriors dins dels Fets de Pere i Pau.
Com a tema de l'art cristià, també es coneix com l'Anastasi (en grec significa 'resurrecció'), considerada una creació de la cultura romana d'Orient i que va aparèixer per primera vegada a Occident a principis del segle viii.